# 索爾貢

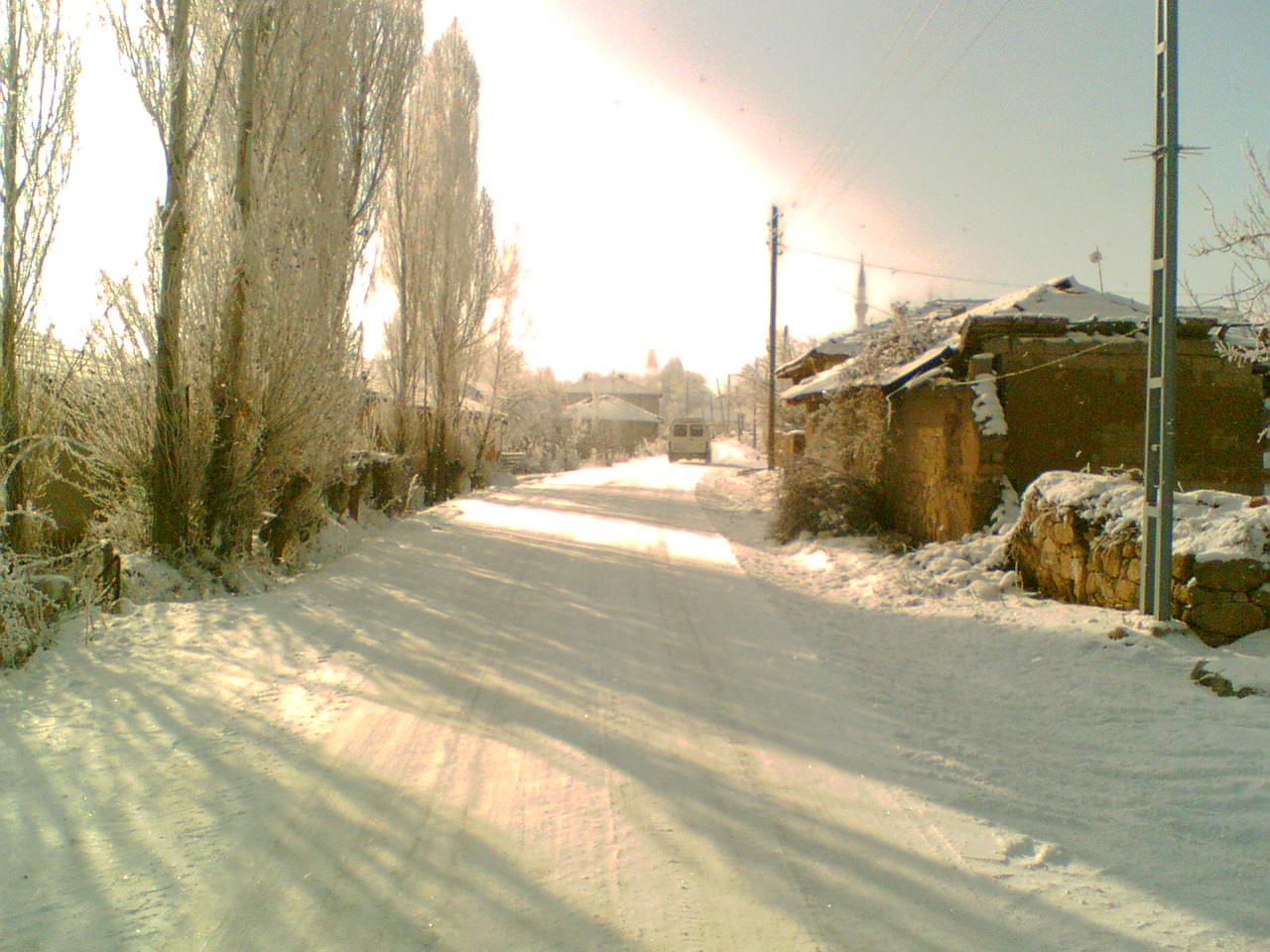

索爾貢是土耳其的城鎮，由約茲加特省負責管轄，位於該國中部，面積1,769平方公里，海拔高度1,080米，主要經濟活動有農業、畜牧業、工業和旅遊業，2011年人口50,582。

## 外部連結
- District governor's official website （页面存档备份，存于） （土耳其文）
- District municipality's official website （页面存档备份，存于） （土耳其文）
- A web portal of Sorgun （土耳其文）

39°48′52″N 35°11′25″E / 39.81444°N 35.19028°E